# Beemster
De Beemster (anhörenⓘ) (westfriesisch Biemster) ist ein Polder in der niederländischen Provinz Noord-Holland. Der Polder wurde 1999 zum UNESCO-Weltkulturerbe. Er ist bedeutender Teil des touristischen Gebietes Laag Holland.

## Sprachliches
In den Niederlanden wird der Name Beemster mit dem bestimmten Artikel gebraucht. Es heißt also nicht: Hij woont in Beemster, sondern: Hij woont in de Beemster (deutsch Er lebt in dem Beemster). Ähnliches gilt für die anderen trockengelegten Polder Wormer, Purmer, Schermer, und oft auch Wieringermeer, Haarlemmermeer sowie das Amsterdamer Stadtviertel Bijlmermeer.

## Orte
Die Ortschaften in dem Polder bildeten bis 2021 eine eigene Gemeinde, die zum 1. Januar 2022 mit der Stadt Purmerend zur neuen Gemeinde Purmerend fusionierte.
- Middenbeemster (ehemaliger Sitz der Gemeindeverwaltung), in der Mitte des Polders
- Zuidoostbeemster, grenzt an die Stadt Purmerend

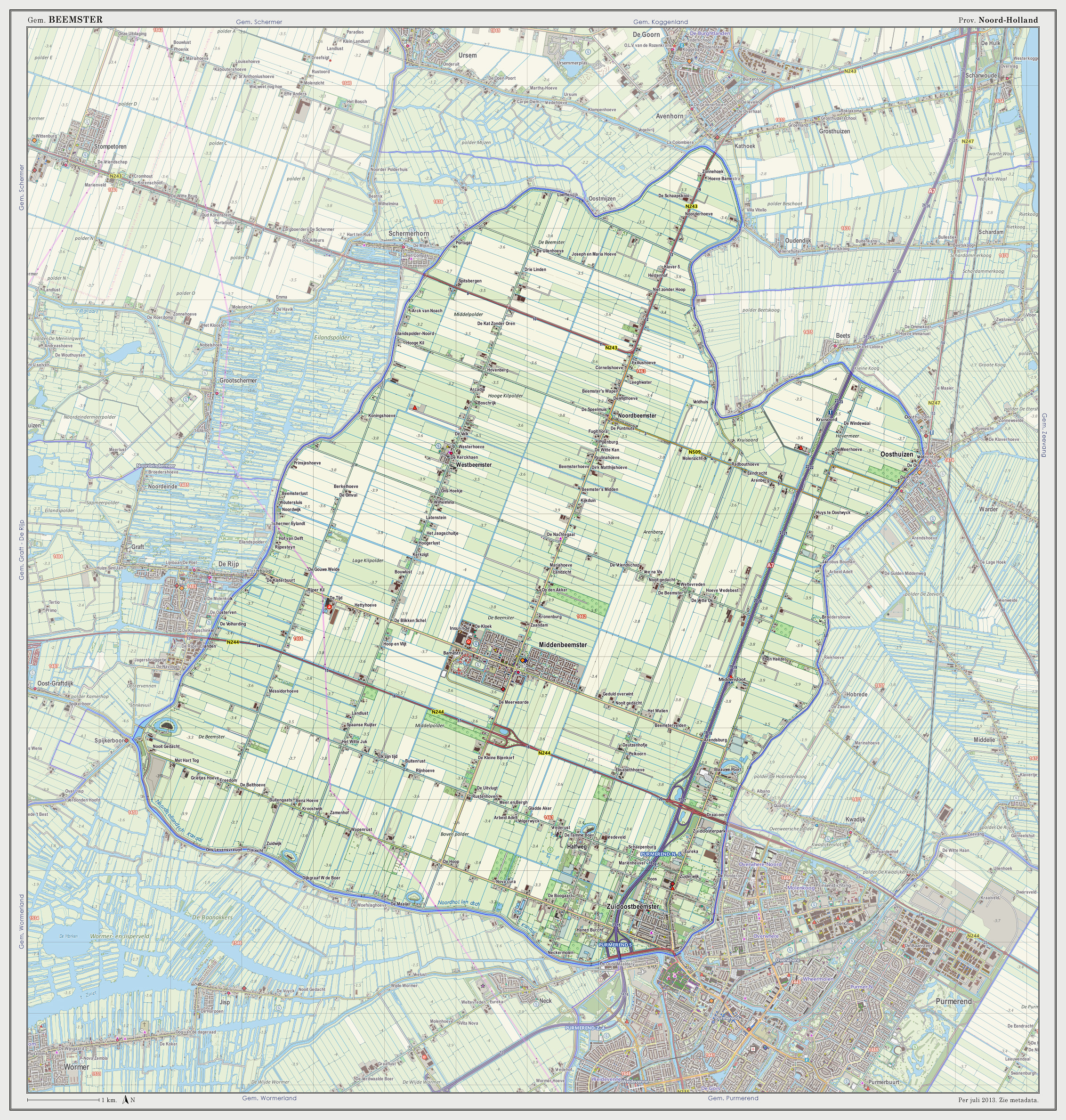
Topographische Karte der Gemeinde, 2013; rechts unten: Purmerend

- Westbeemster
- Noordbeemster

## Lage
Der Polder liegt in der Mitte der Provinz, zwischen Alkmaar, Hoorn und Purmerend. Sie wird durch rechtwinklig angelegte, schnurgerade und baumbestandene Straßen und Wassergräben durchschnitten. Das Fehlen von Kurven kann dazu führen, dass Kraftfahrer zu schnell fahren oder durch die Eintönigkeit der Fahrt bestimmte Risiken wie Seitenstraßen, Ortseinfahrten, querende Radfahrer und anderes übersehen. Dieses Phänomen, das in den Niederlanden mit „polderblindheid“  (deutsch Polderblindheit) bezeichnet wird, hat in Beemster zu mehreren Unfällen geführt, so dass die Gemeinde Maßnahmen getroffen hat, unter anderem eine Senkung der zugelassenen Höchstgeschwindigkeit und Einrichtung von Drempeln.

## Verkehr
Der nächste Bahnhof befindet sich in der südöstlich gelegenen Stadt Purmerend. Die in dichtem Takt verkehrende Buslinie 305 verbindet De Rijp mit Amsterdam Hauptbahnhof über Middenbeemster und Purmerend. Die Linie 129 von Connexxion Overal verkehrt von Alkmaar über Noordbeemster, Middenbeemster und Zuidoostbeemster nach Purmerend. Linie 128 von Hoorn nach Noordbeemster hat dort Anschluss an Linie 129 nach Middenbeemster und Purmerend. Außerdem verbindet ein Kleinbus auf Linie 416 De Rijp mit Westbeemster, Middenbeemster, Zuidoostbeemster und Purmerend.
De Beemster ist über die Autobahn A 7 (E 22) an der Ausfahrt 6 (Purmerend Noord) zu erreichen. Die Kraftfahrstraße N 244 führt hier Richtung Alkmaar, an der ersten Ausfahrt ist der Hauptort Middenbeemster erreichbar. Im Norden führt die N 243 von Alkmaar nach Hoorn, hier zweigt in Noordbeemster die N 509 ab.

## Wirtschaft
Haupteinnahmequelle ist die Viehhaltung auf dem Weiden, unter anderem für die Produktion des Beemster-Käses, der immer noch auch auf dem Käsemarkt in Alkmaar verhandelt wird. Beemster ist auch der Handelsname für die Käsemarke der Region. Die Melkviehhalter-Kooperation CONO Kaasmaakers gibt es seit 1901, die Molkerei befindet sich in Westbeemster am Rijperweg 20, dort findet auch Werksverkauf von Beemster-Käse statt.
Auch der Tourismus gewinnt zunehmend an Bedeutung.

## Geschichte

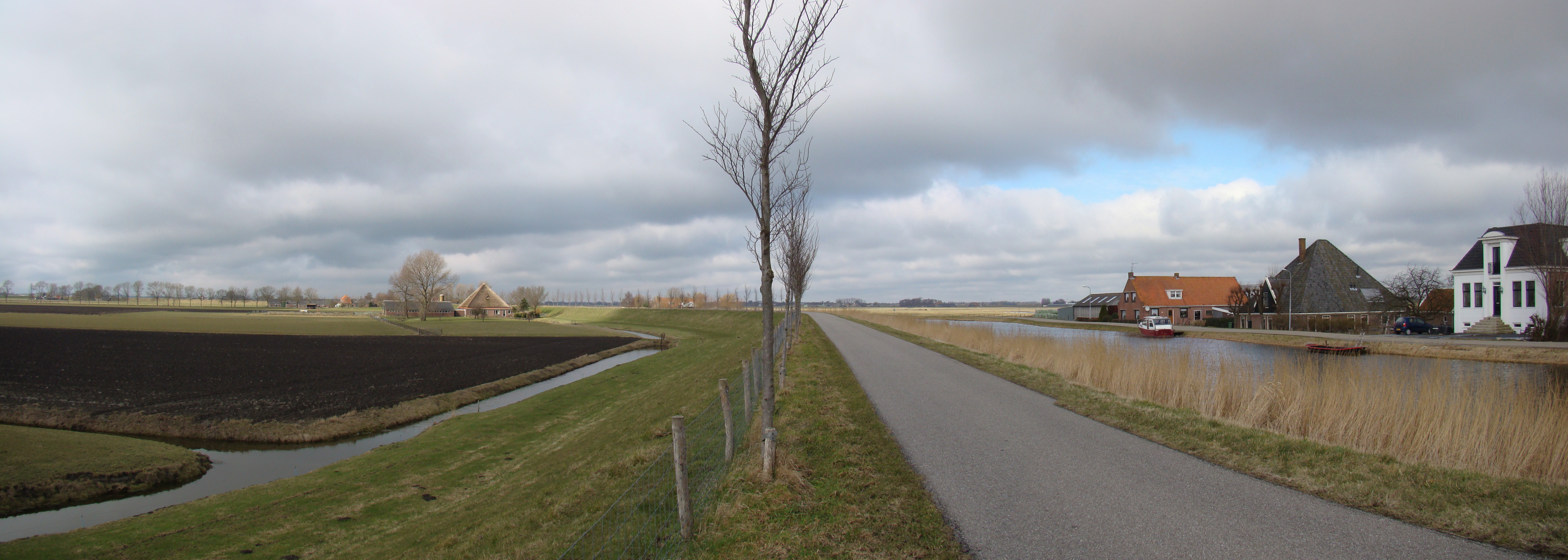
Nord-Beemster

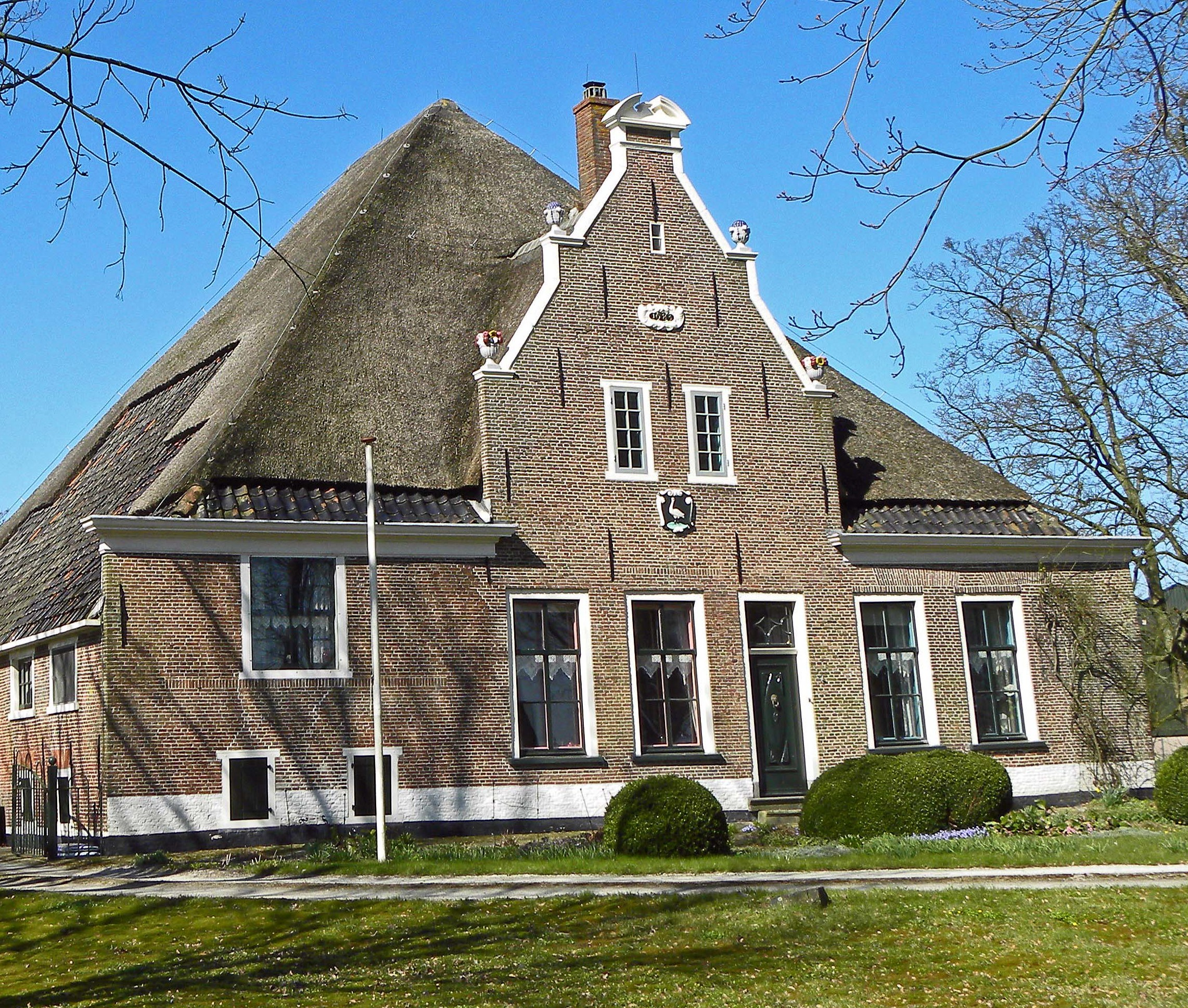
Beispiel eines monumentalen Bauernhofes (Middenweg 194)

Um das Jahr 800 war das Gebiet, das später die Gemeinde Beemster bildete, ein Moor. Der Name Beemster ist von Bamestra abgeleitet, einem kleinen Fluss in dem Gebiet. Der Torfabbau durch den Menschen in Kombination mit Sturmfluten führte dazu, dass das Flüsschen zwischen 1150 und 1250 zu einem Binnensee anwuchs, das dann auch noch eine offene Verbindung zur Zuiderzee bekam.
Da sich im 16. Jahrhundert dieser See unter anderem durch Überschwemmungen und Sturmfluten immer weiter ausbreitete und die benachbarten Städte bedrohte, wurde im Jahr 1607 die Gründung einer Gesellschaft (compagnie) zur Trockenlegung des Sees beschlossen. Unter Aufsicht des berühmten Ingenieurs Jan Adriaanszoon Leeghwater aus Graft-De Rijp wurde dieser Plan ausgeführt. Nach außen wurden Deiche angelegt und mit Hilfe von 47 Windmühlen der See (Beemstermeer) leergepumpt. Am 19. Mai 1612 war der See trockengelegt und wurde in fruchtbares, fettes Weideland umgewandelt. Bekannte Baumeister entwarfen Dorfkirchen, Häuser und Bauernhöfe. De Beemster wurde damals eine der wohlhabendsten Regionen Hollands und ist es noch immer.
In den 1780er Jahren lebte im Pfarrhaus von Middenbeemster die gut bemittelte Schriftstellerin Betje Wolff (1738–1804). Sie arbeitete hier zusammen mit ihrer Kollegin Aagje Deken an ihrem Briefroman Sara Burgerhart (1782). Dieses Werk wird von vielen Kennern als das beste Erzeugnis der niederländischen Literatur des 18. Jahrhunderts betrachtet.

## Sehenswürdigkeiten
- Der Polder ist mit seinen vielen gut erhaltenen und reich dekorierten Bauernhöfen aus dem 17. Jahrhundert, seinen alten, geraden Straßen, dem schönen Dorf Middenbeemster und den noch erhaltenen Windmühlen von der UNESCO als Weltkulturerbe eingestuft worden.
- Die Dorfkirche von Middenbeemster ist sehr sehenswert. Im Sommer werden dort Führungen veranstaltet.
- Das frühere Pfarrhaus von Middenbeemster im Middenweg 178 ist jetzt ein Betje-Wolff-Museum. Auch nicht an der Schriftstellerin Interessierte werden die Einrichtung des Hauses mit Möbeln aus dem 18. Jahrhundert schätzen.
- Landwirtschaftsmuseum Westerham in Middenbeemster, Middenweg 185
- Fort des Festungsgürtels um Amsterdam bei Spijkerboor, gebaut 1889 bis 1913

## Politik

### Gemeindeauflösung
Die Gemeinde Beemster wurde zum 1. Januar 2022 in die Gemeinde Purmerend eingegliedert.

### Sitzverteilung im Gemeinderat
Die Kommunalwahlen vom 21. März 2018 ergaben folgende Sitzverteilung:
| Partei                 | Sitze | Sitze | Sitze | Sitze |
| Partei                 | 2006  | 2010  | 2014  | 2018  |
| ---------------------- | ----- | ----- | ----- | ----- |
| Beemster Polder Partij | 5     | 4     | 4     | 6     |
| VVD                    | 3     | 2     | 2     | 3     |
| PvdA/GroenLinks        | —     | —     | 2     | 2     |
| D66                    | —     | 3     | 3     | 1     |
| CDA                    | 2     | 2     | 2     | 1     |
| PvdA                   | 3     | 2     | —     | —     |
| Gesamt                 | 13    | 13    | 13    | 13    |

### Städtepartnerschaft
- Studená u Telče, Tschechien

## Söhne und Töchter der Gemeinde
- Henricus Droog (* 1944), Ruderer
- Million Manhoef (* 2002), Fußballspieler